# Black Moon (Häuptling)

Zwei Enkeltöchter Black Moons und ihre Ehemänner

Black Moon (Lakota Wi Sapa; * um 1821; † 1. März 1893 im Cheyenne-River-Reservat, South Dakota) war ein Häuptling der Minneconjou-Lakota (nicht zu verwechseln mit dem Hunkpapa-Häuptling gleichen Namens). Er war auch als Loves War bekannt.

## Leben
Über die frühen Jahre Black Moons ist nichts bekannt. Erstmals in Erscheinung trat er im Jahre 1869 als einer der Häuptlinge, die die Berufung Sitting Bulls zum obersten Häuptling der Lakota aktiv unterstützten.
Während ein Großteil der Minneconjou in der Endzeit der Indianerkriege bereits im Cheyenne-River-Reservat lebte, schloss Black Moon sich mit einer kleinen Stammesgruppe im Frühsommer 1876 den aufständischen Sioux an und nahm an der Schlacht am Little Bighorn teil. 1877 floh er mit seiner Stammesgruppe in die Gegend von Wood Mountain (Saskatchewan, Kanada), dem Ort, in dem im Jahr zuvor Sitting Bull mit seinen Hunkpapa Zuflucht vor der Verfolgung durch die US-Armee gefunden hatte. Im Frühjahr 1878 befanden sich insgesamt 5000 Lakota in der Region um Wood Mountain.
Während die meisten Lakota-Häuptlinge, unter ihnen Sitting Bull, 1880/81 beschlossen, sich den USA zu ergeben, um dem drohenden Hungertod zu entgehen (um ca. 1880 waren die Büffel, die Lebensgrundlage der Sioux, nahezu vollkommen ausgerottet), entschieden sich Black Moon und einige andere Häuptlinge, mit ca. 250 Männern, Frauen und Kindern in Kanada zu bleiben, um so weit wie möglich die traditionelle Lebensweise auf Grundlage der Jagd weiterzuführen. In den Wintermonaten arbeiteten die in Kanada Verbliebenen oft auf Farmen weißer Siedler, während sie im Sommer Elche, Wapitihirsche und Kleinwild jagten. Aufgrund der schwierigen Lebensumstände entschloss Black Moon sich im April 1889, Kanada mit elf Familien zu verlassen. Ihnen wurde, nachdem sie an der Grenze verhaftet und zwei Wochen lang festgehalten worden waren, gestattet, sich auf das Standing-Rock-Reservat zu begeben, wo auch Sitting Bull bis zu seiner Ermordung im Dezember 1890 lebte. Zwei der Familien kehrten bereits im Herbst 1889 wieder nach Kanada zurück. Zu ihnen gehörten zwei Enkeltöchter Black Moons, Emma Loves War (Tashúnke Núpawin) und Katrine Loves War (Ptesán-win) mit ihren Ehemännern. Der älteste Sohn Emma Loves Wars, John Okute Sica, war der erste Lakota-Historiker in Kanada. Von ihm wurde auch eine Reihe Erzählungen über das traditionelle Leben der Lakota überliefert.
Im Oktober 1890 wurde Black Moons Familie in das Cheyenne-River-Reservat umgesiedelt. Ein Teil der Familie schloss sich Häuptling Spotted Elk an, als dieser aus der Reservation floh, um sich der Geistertanzbewegung anzuschließen. Sie wurden allesamt im Massaker von Wounded Knee ermordet.
Black Moon starb 1893 im Cheyenne-River-Reservat.